# Vallelonga
Vallelonga (Vallalònga in calabrese) è un comune italiano di 817 abitanti della provincia di Vibo Valentia in Calabria.
È posto ad est del capoluogo, sul versante tirrenico delle Serre. Sorto dalle macerie della bizantina Nicefora, appartenne alla nobile famiglia dei Castiglione Morelli.

## Geografia fisica

### Territorio
Il suo territorio è molto boscoso: si va dalle specie mediterranee, collinari, a una vegetazione tipicamente montana. Tra le cime principali sono degne di nota il monte Mazzuolo (942 m) e il monte Cucco (959 m), rilievi bassi, ma nello stello tempo piacevoli a guardarsi proprio per il verde che avvolge ogni cosa.

### Clima
La vicinanza dei mari Tirreno e Ionio favoriscono un microclima fresco caratterizzato da una grande inversione termica che determina lo sviluppo di una vegetazione di montagna a quote molto basse, per quanto riguarda la latitudine interessata. Si ha una media di 2 eventi nevosi all'anno, ma poco significativi. Nell'ultimo decennio le nevicate abbondanti (anche di 50 centimetri) hanno avuto una frequenza ogni due, tre anni. Comunque sia si hanno inverni moderatamente freddi e piovosi fino a 600 metri, più freddi con abbondanti gelate invernali più in alto e fino alle cime più alte, dove le nevicate, anche se poco frequenti, si fanno sentire ogni anno. L'estate è calda ovunque, anche se al di sopra dei 700 metri i 30 gradi si superano molto di rado. In generale: fino a 600 metri si ha un clima tipicamente mediterraneo tirrenico; oltre i 600 metri, infine, è temperato fresco di tipo appenninico del castagno, molto umido nelle zone più alte.

### Flora
È presente una faggeta che macchia i versanti occidentali e settentrionali di Monte Cucco (Faggeta di Monte Cucco).
Altre specie vegetali che popolano questa zona delle Serre sono il leccio (fino a 600 metri), l'abete bianco (dai 750 metri), castagni e qualche rimboschimento di pino laricio.

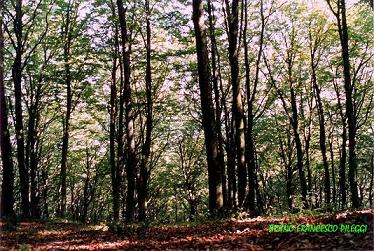
La faggeta di Monte Cucco

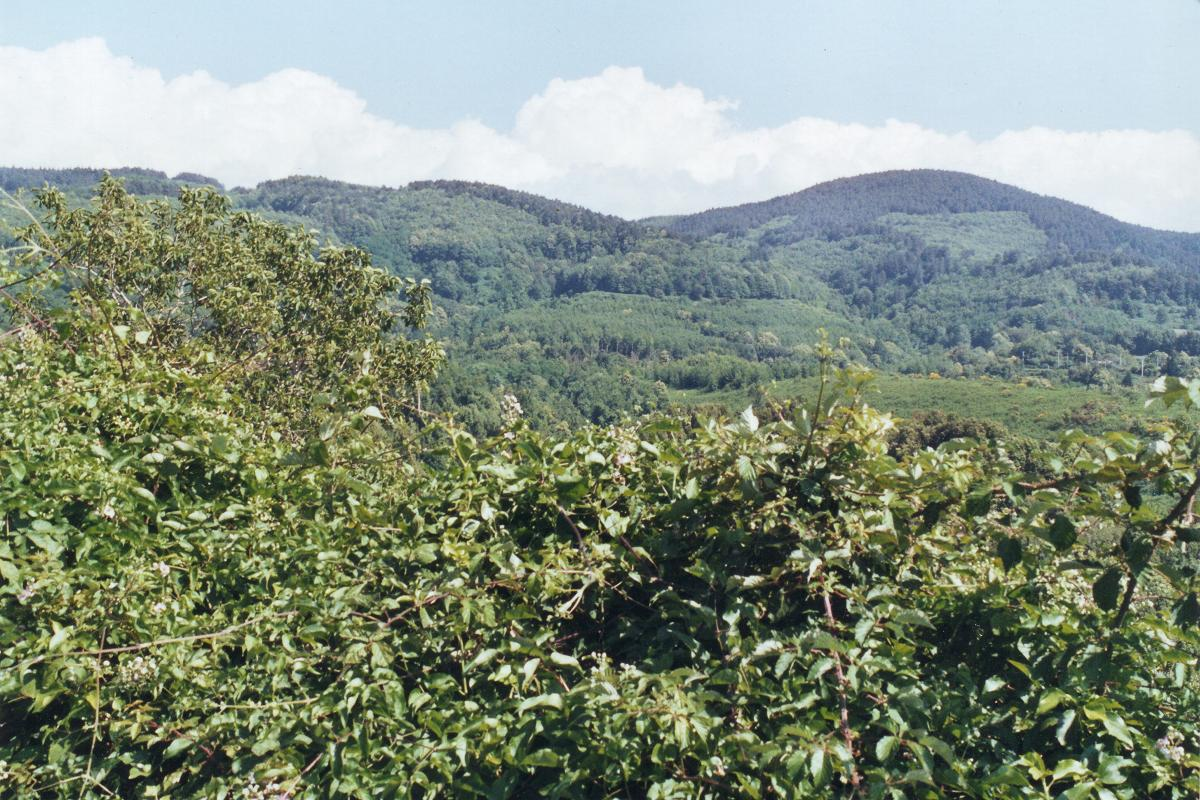
La dorsale verde di Monte Mazzuolo da Vallelonga

## Storia
Il 5 febbraio 1783 un violento sisma colpì la zona. L'epicentro del terremoto fu stabilito nella zona di Soriano Calabro, a est di Monteleone (odierna Vibo Valentia), tra le colline del Poro e la boscosa catena montuosa delle Serre.
In questa zona, nella profonda valle dove scorre la fiumara Mésima, sorgeva un piccolo borgo di nome Vallelonga. Anche oggi c'è un paese che porta lo stesso nome, ma è sito molto più in alto, in un altopiano tra i monti Mazzùcullo e Cucco. Terrorizzati, gli abitanti del paese si riversarono all'aperto e si incamminarono in processione verso il santuario della Madonna di Monserrato (Bonzerrata in calabrese), posto come al giorno d'oggi, a cavaliere del monte. Il percorso in salita consentiva un'ampia visuale del paese e i fedeli assistettero dalla posizione sopraelevata agli effetti di una seconda scossa di terremoto, più forte e più intensa della prima. Il sottostante paese fu completamente distrutto e gli abitanti sarebbero rimasti sepolti sotto le rovine delle proprie case se non avessero partecipato alla funzione religiosa. L'episodio, attribuito popolarmente alla protezione divina, fu salutato come prodigioso e portò al trasferimento della parrocchia vicino al santuario. Oggi, del vecchio abitato non esiste altro che il nome Vallelonga, che si è voluto conservare a memoria dell'avvenimento.

## Monumenti e luoghi d'interesse
- Basilica - Santuario della Madonna di Monserrato il cui culto è molto sentito nella zona e attira ogni anno migliaia di pellegrini. Nel luglio del 1971 papa Paolo VI l'ha elevata alla dignità di basilica minore.[3] Nella basilica-santuario c'è un organo a canne a trasmissione elettrica di oltre 4000 canne ed è uno degli strumenti più grandi della Calabria.
- Monumento ai caduti della Grande guerra da cui è possibile ammirare un suggestivo belvedere e nelle terse serate estive il profilo e l'attività vulcanica dell'isola di Stromboli.
- Fontana de "Lu Palumbaru", posta a pochi metri della casa signorile dei Marchesi Castiglione/Morelli.
- Fontana de "Lu Ceramidu", situata in località Faggeta immersa completamente nel verde e sovrastata da magnifici faggi sotto la cui ombra ci si può fermare per la più classica delle scampagnate a beneficiare dell'aria salubre e frizzante.

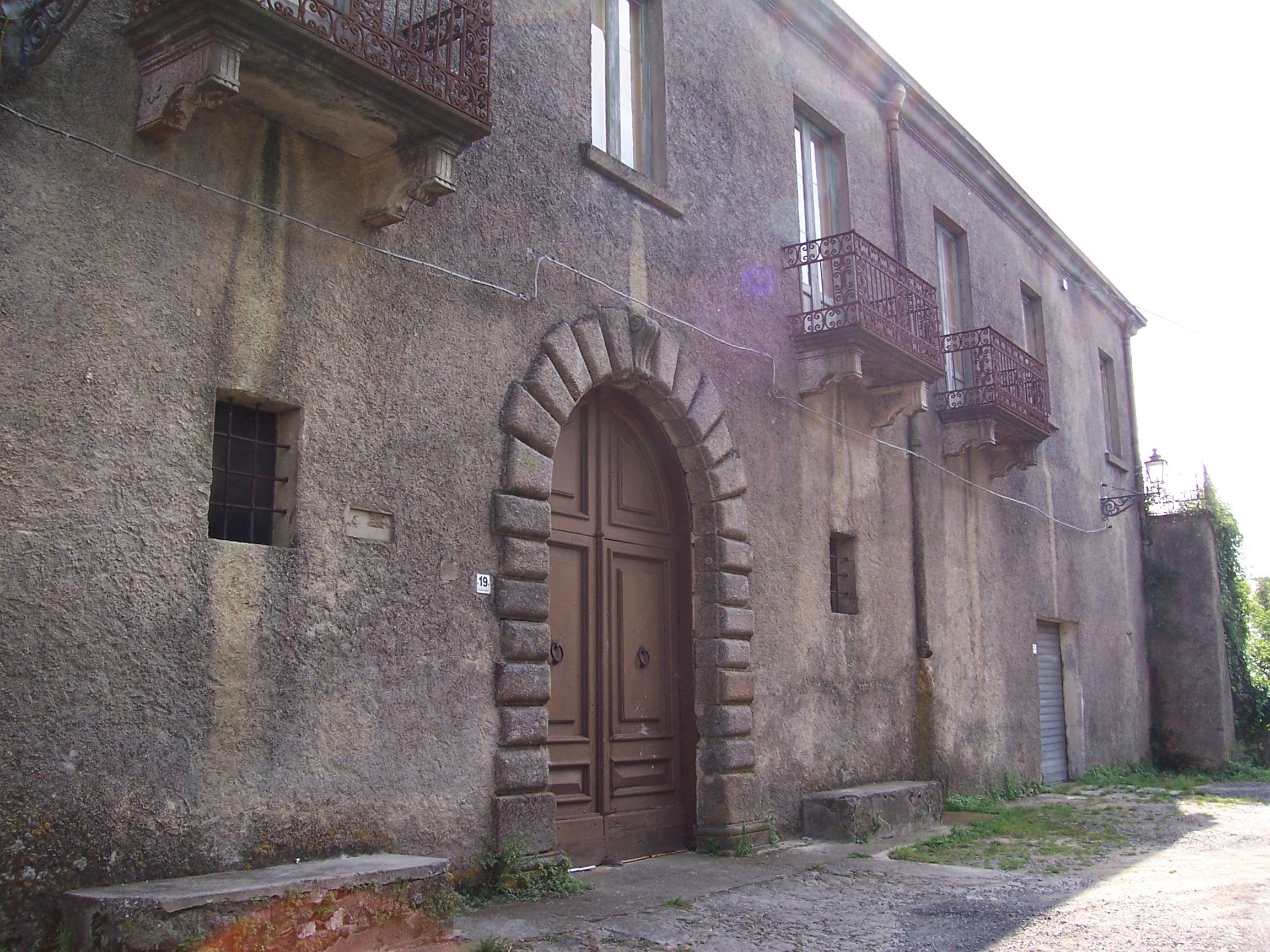
Palazzo del Marchese

Innumerevoli poi sono i percorsi per escursioni che percorrono i boschi presenti nella zona.

## Società

### Evoluzione demografica
Abitanti censiti

## Infrastrutture e trasporti
Vallelonga è attraversata dalla
Strada statale 182 delle Serre Calabre.

## Amministrazione
| Periodo        | Periodo        | Primo cittadino       | Partito                            | Carica  | Note |
| -------------- | -------------- | --------------------- | ---------------------------------- | ------- | ---- |
| 23 aprile 1995 | 13 giugno 1999 | Domenico Garisto      | lista civica di centro-sinistra    | sindaco |      |
| 13 giugno 1999 | 13 giugno 2004 | Francesco Vetrò       | lista civica                       | sindaco |      |
| 13 giugno 2004 | 7 giugno 2009  | Francesco Vetrò       | lista civica                       | sindaco |      |
| 7 giugno 2009  | 26 maggio 2014 | Abdon Egidio Servello | lista civica                       | sindaco |      |
| 26 maggio 2014 | 27 maggio 2019 | Abdon Egidio Servello | lista civica Limpido e trasparente | sindaco |      |
| 27 maggio 2019 | in carica      | Abdon Egidio Servello | lista civica Limpido e trasparente | sindaco |      |

## Sport

### Calcio
La principale squadra di calcio della città è l'A.S.D. Vallelonga che milita nel girone G vibonese di 3ª